# Lenguas del golfo de Huon
Las lenguas del golfo de Huon son lenguas oceánicas occidentales que se hablan principalmente en la provincia de Morobe de Papúa Nueva Guinea. Pueden formar un grupo de lenguas oceánicas del norte de Nueva Guinea, quizás dentro de la rama Ngero-Vitiaz de esa familia.[cita requerida]
Inusualmente para las lenguas oceánicas, dos lenguas septentrionales del golfo de Huon, bukawa y yabem, son tonales. Las únicas otras lenguas oceánicas tonales se encuentran en Nueva Caledonia.

## Clasificación
Según Lynch, Ross y Crowley (2002), la estructura de la familia es la siguiente:
- Lenguas septentrionales del golfo de Huon
- Lenguas markham
- lenguas meridionales del golfo de Huon
- Numbami